# Narra
Narra is een gemeente in de Filipijnse provincie Palawan. Bij de laatste census in 2007 had de gemeente bijna 63 duizend inwoners.

## Geografie

### Bestuurlijke indeling
Narra is onderverdeeld in de volgende 23 barangays:
| - Antipuluan - Aramaywan - Batang-batang - Bato-bato - Burirao - Caguisan - Calategas - Dumagueña - Elvita - Estrella Village - Ipilan - Malatgao | - Malinao - Narra - Panacan - Panacan 2 - Princess Urduja - Sandoval - Tacras - Taritien - Teresa - Tinagong Dagat - Bagong Sikat |

## Demografie
Narra had bij de census van 2007 een inwoneraantal van 62.525 mensen. Dit zijn 5.680 mensen (10,0%) meer dan bij de vorige census van 2000. De gemiddelde jaarlijkse groei komt daarmee uit op 1,32%, hetgeen lager is dan het landelijk jaarlijks gemiddelde over deze periode (2,04%). Vergeleken met de census van 1995 is het aantal mensen met 14.186 (29,3%) toegenomen.

De bevolkingsdichtheid van Narra was ten tijde van de laatste census, met 62.525 inwoners op 831,73 km², 58,1 mensen per km².